# Japón en los Juegos Olímpicos de Innsbruck 1976
Japón estuvo representado en los Juegos Olímpicos de Innsbruck 1976 por un total de 58 deportistas que compitieron en 10 deportes.  
El portador de la bandera en la ceremonia de apertura fue el patinador de velocidad Masaki Suzuki. El equipo olímpico japonés no obtuvo ninguna medalla en estos Juegos.